# Атаур Хан
Атаур Хан (бенг. আতাউর রহমান খান) — державний діяч Бангладеш, прем'єр-міністр країни з 1984 до 1986 року.

## Біографія
Народився 1907 року в селі Балія. Закінчив середню школу в Дацці 1924, коледж — 1927 року, за три роки здобув вищу освіту в Університеті Даки. Після завершення університету працював у судовій системі. 1944 року приєднався до Мусульманської ліг, був віце-президентом комітету партії.
1962 року як один з лідерів Національно-демократичного фронту (під керівництвом Хусейна Шахіда Сухраварді) Атаур відіграв важливу роль у русі за відновлення демократії в країні. Його було обрано президентом Асоціації юристів Дакки 1969 року і він став членом Ради адвокатської палати 1970 року.
1969 року став одним із засновників Партії Джатії та був обраний її президентом. Під час визвольної війни, 1971 року, його було заарештовано військовиками Західного Пакистану, вийшов на волю за п'ять місяців. У незалежному Бангладеш займався політичною діяльністю, керував Партією Джатія. Був прем'єр-міністром країни у 1984–1986 роках.